# Mehmet Ali Yatağan
Mehmet Ali Yatağan, né le 30 avril 1993, à Istanbul, en Turquie, est un joueur turc de basket-ball. Il évolue au poste de meneur.

## Palmarès
- EuroChallenge 2012